# Номинация (сериал)
«Номинация» — российский сериал 2022 года режиссёра Надежды Михалковой, которая сыграла одну из главных ролей вместе с сестрой Анной Михалковой и Людмилой Максаковой. Получил противоречивые отзывы критиков.

## Сюжет
Главная героиня — актриса Вера Истомина, получившая роль в большом голливудском проекте. В интервью она заявляет, что у российского кино нет будущего, но после этого контракт с ней расторгают, и в российские фильмы её брать тоже не хотят. Сестра Веры Татьяна более востребована как актриса, но вынуждена сниматься в масскульте, хотя мечтает об артхаусе. В какой-то момент Вера становится режиссёром проекта под названием «Исход» и пытается проявить себя. Сценарий «Исхода» был написан много лет назад покойным отцом Веры и Татьяны, классиком советского кино Истоминым: действие будущего фильма разворачивается в деревне, а три главные героини — мать и две её дочери.

## В ролях
- Надежда Михалкова — Вера Истомина
- Анна Михалкова — Татьяна Истомина
- Людмила Максакова — Агафья Александровна Истомина
- Владимир Мишуков — Николай
- Андрей Смоляков — Михаил, муж Татьяны
- Сергей Петров — Георгий Семёнович
- Ольга Остроумова — Раиса Витальевна Карташова
- Игорь Миркурбанов — Даниил Соломонович
- Алексей Гришин — Сергей, исполнительный продюсер
- Анастасия Микульчина — Яна, агент Веры
- Ирина Старшенбаум — Светлана, актриса
- Ирина Апексимова — Дубровина, актриса
- Евдокия Германова — Клавдия
- Андрей Баков — Лёша
- Софья Гершевич — Саша
- Сергей Минаев — блогер (камео)
- Катерина Гордеева — журналистка (камео)

## Релиз и оценки
Премьера сериала состоялась в феврале 2022 года на сервисе Okko. Обозреватель «Комсомольской правды» Сергей Ефимов охарактеризовал «Номинацию» как с одной стороны «полный шпилек и персональной режиссёрской боли гимн кинематографу, а с другой — простую человеческую историю». При этом, по его мнению, «сериалу не хватило динамики, напряжения и внятности, и… значительную часть хронометража он представляет собой индустриальную драму для своих». Шамиль Керашев из «Российской газеты» увидел в сериале определённую искусственность сюжета; при этом он отметил «химию», которая возникает на экране между двумя главными героинями.
Денис Ступников (портал InterMedia) написал в своём отзыве о претензиях авторов сериала на обобщения, касающиеся российского кино. Однако, по его словам, «при всём своём задоре и полемичности „Номинация“ напрочь лишена безответственного зубоскальства. Это действительно серьёзный сериал о рождающейся в муках картине, который, возможно, стоит поставить даже в один ряд с „Началом“ Глеба Панфилова».
Юлия Шампорова (газета «Культура») охарактеризовала «Номинацию» как «нетривиальную историю в жанре кино о кино», «рассказанную с юмором, прямо и честно, историю человека с привилегиями и с проблемами самоидентификации», которая «определённо заслуживает внимания и сопереживания».
«Номинация» получила премию АПКиТ в категории «Лучший онлайн мини-сериал (1-5 серий)».